# 纳瓦洛萨
纳瓦洛萨，是西班牙卡斯蒂利亚-莱昂阿维拉省的一个市镇。 总面积30km2, 总人口476人（2001年），人口密度16人/km2。